# Chiococca alba
Chiococca alba là một loài thực vật có hoa trong họ Thiến thảo. Loài này được (L.) Hitchc. mô tả khoa học đầu tiên năm 1893.

## Hình ảnh

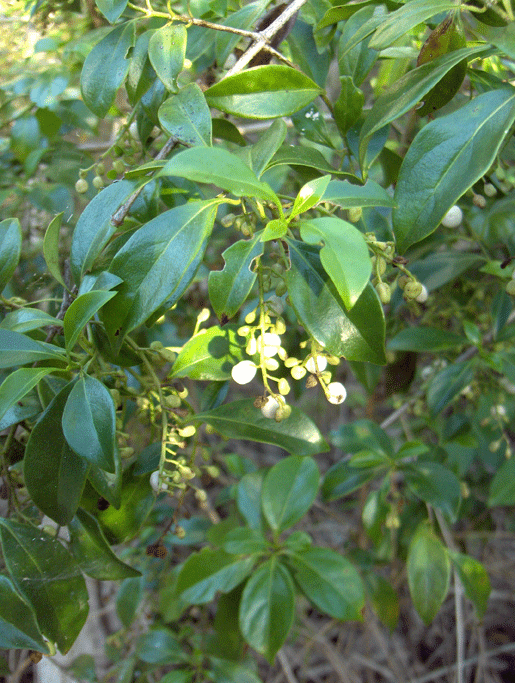